# کوه استرومبولاس
کوه استرومبولاس (به لاتین: Mount Stroumboulas) یک کوه در یونان است که در Malevizi Municipality واقع شده‌است. کوه استرومبولاس ۷۹۸ متر بالاتر از سطح دریا واقع شده‌است.